# 摩蘇爾水壩

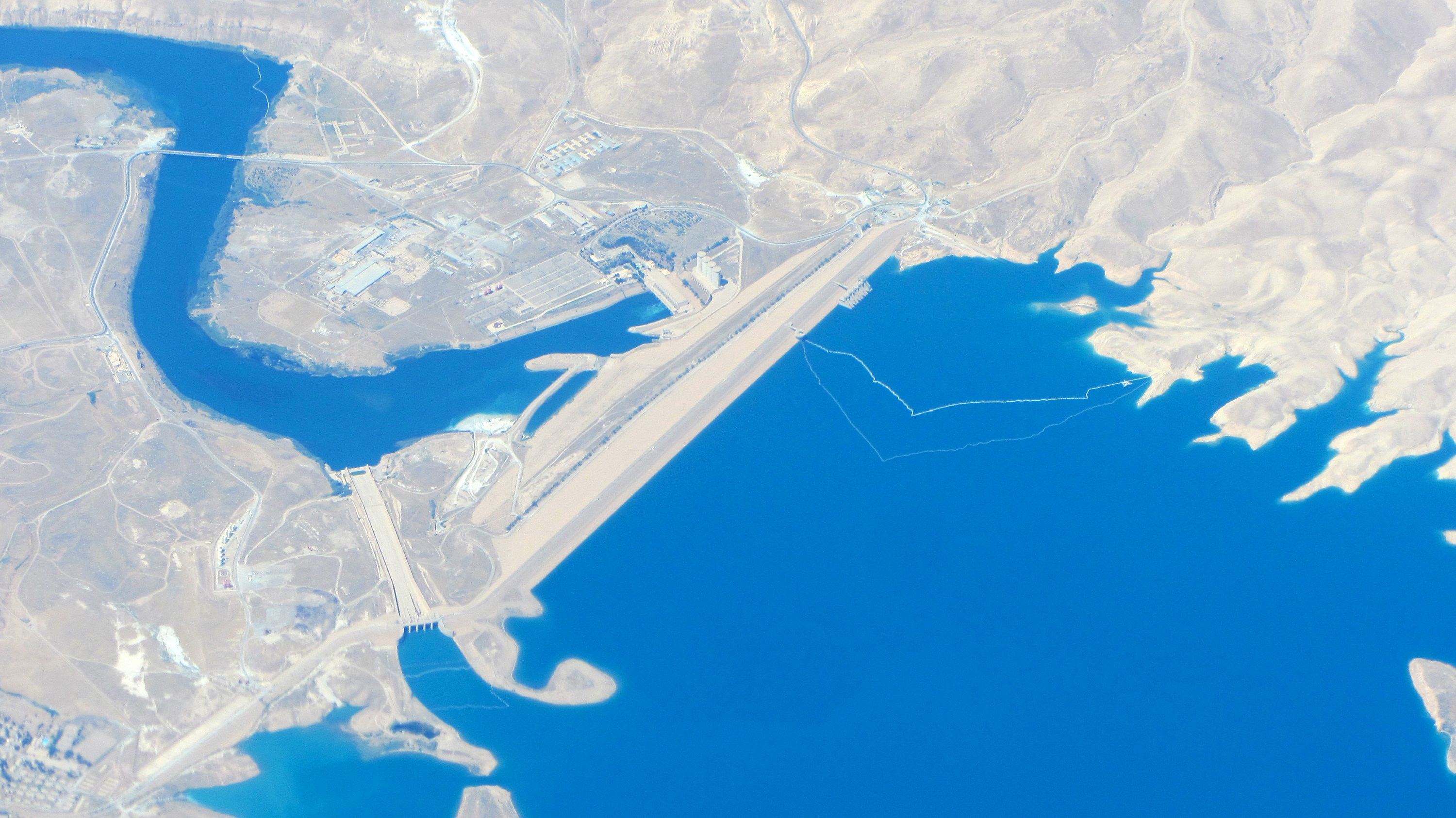
摩蘇爾水壩

摩苏尔水坝（阿拉伯语：‎）是伊拉克最大的水坝以及中东第四大水坝，它位于尼尼微省西部底格里斯河沿岸（底格里斯河沿岸城市摩苏尔的上游）。该大坝可以進行水力发电并为下游提供灌溉用水。

## 歷史
摩蘇爾水壩于1981年开始修建， 1984年竣工。1985年春天，摩苏尔大坝開始蓄水，1986年7月7日开始发电。 